# The Social Network Song
«The Social Network Song» (раніше «Facebook Uh, Oh, Oh») — пісня санмаринської співачки Валентини Монетти, з якою вона представляла Сан-Марино на пісенному конкурсі Євробачення 2012 в Баку. Спочатку композиція мала назву «Facebook Uh, Oh, Oh», її заборонили, оскільки вона має рекламний характер. 22 березня було оголошено, що слова пісні змінено, і тепер вона має нову назву. За результатами першого півфіналу, який відбувся 22 травня 2012 року, композиція не пройшла до фіналу.